# 荘子 (書物)

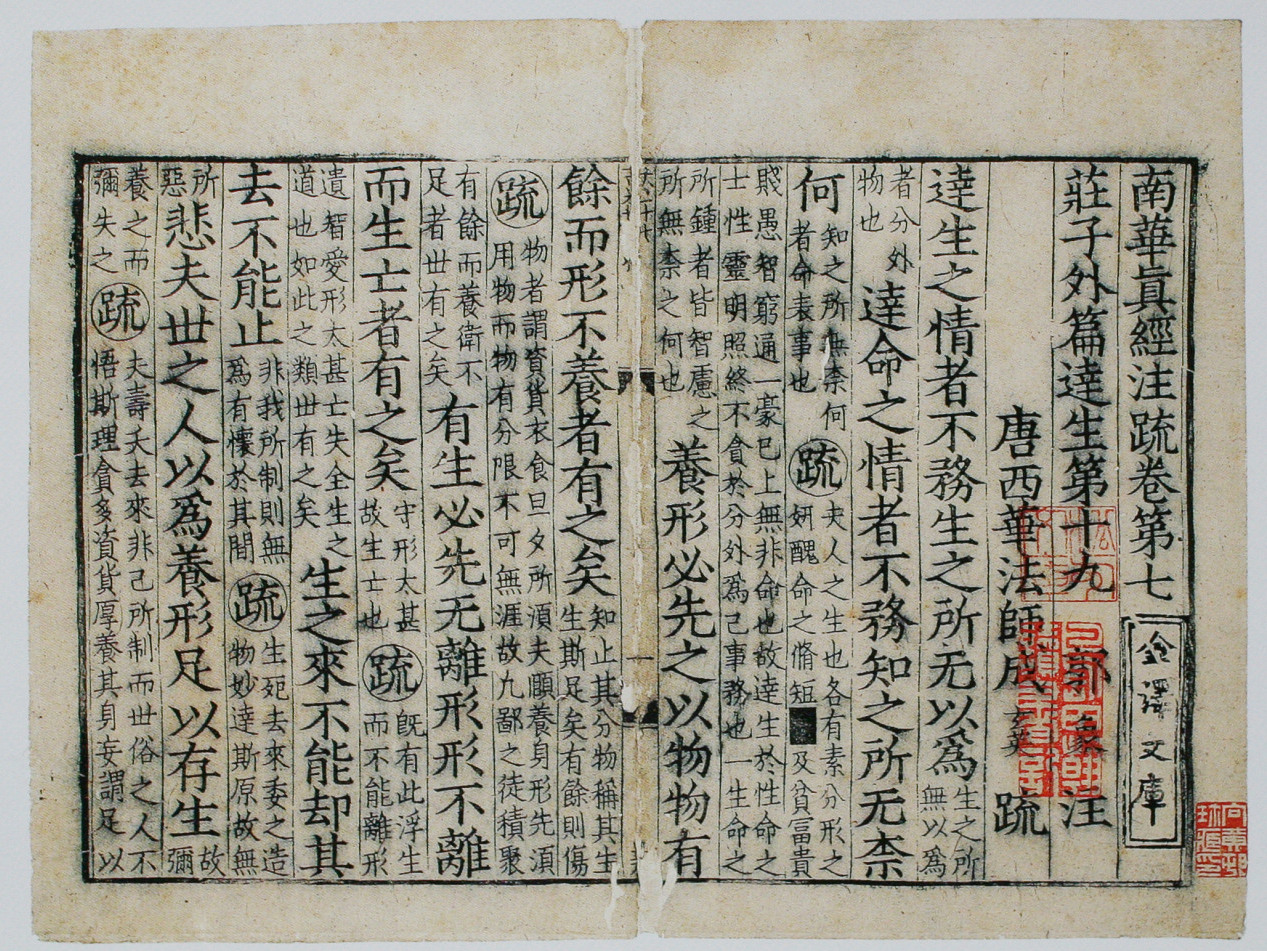
『荘子』（宋時代に出版された刊本、金沢文庫旧蔵）

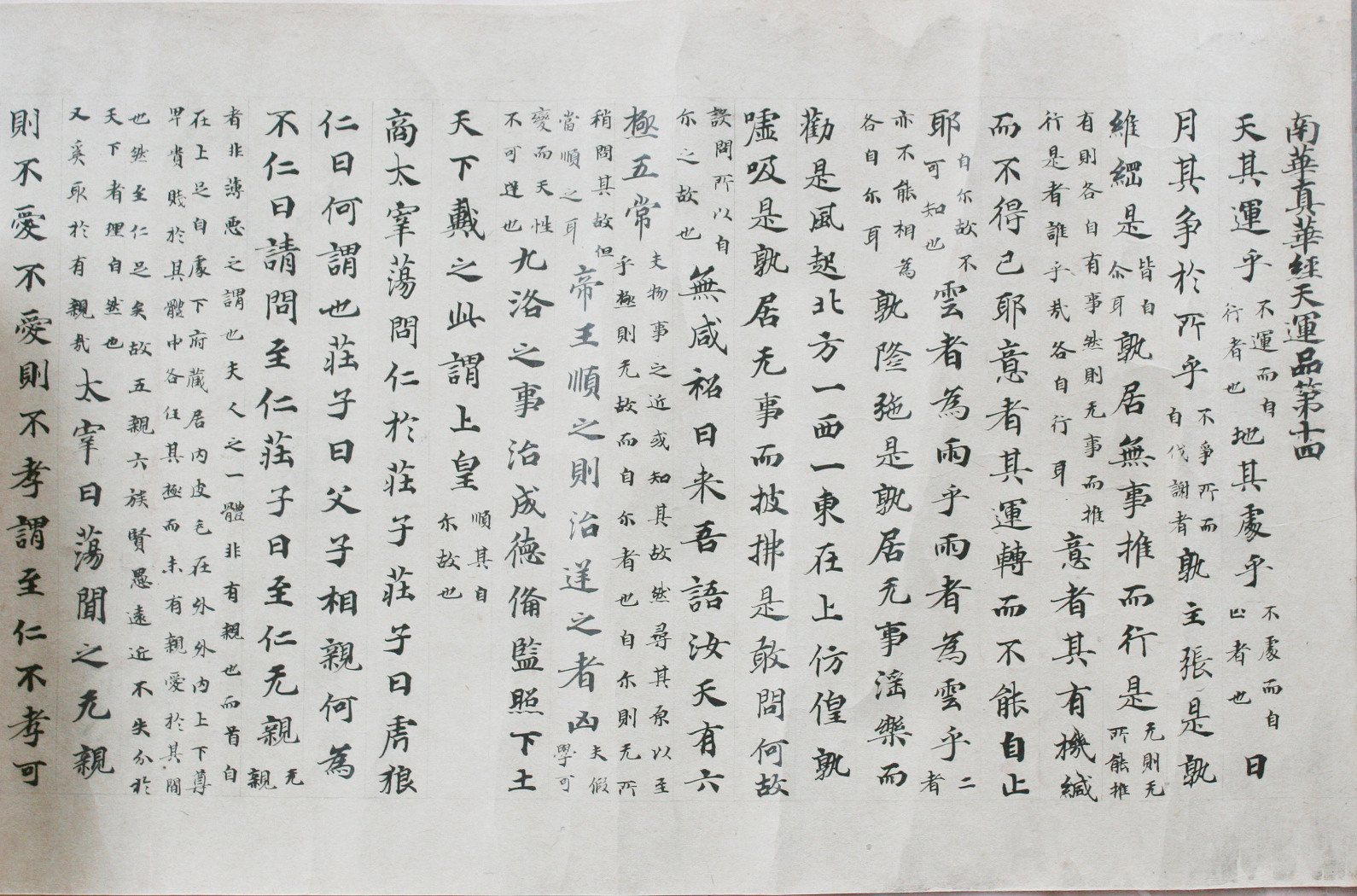
敦煌本、『荘子』天運篇冒頭

『荘子』（そうじ、そうし）は、荘子（荘周）の著書とされる道家の文献。現存するテキストは、内篇七篇、外篇十五篇、雑篇十一篇の三十三篇で構成される。

## 背景

### 伝来
現在の学界では『荘子』は、内篇のみが荘周その人による著書で、外篇と雑篇は後世の偽書であるとの見方が主流であるが、確証はない。なお、古代では、全篇が荘周の真作であるとされており、それを疑ったのは蘇軾が最初であった。『史記』「老子韓非列伝」によれば『荘子』の書は十万余字であった。『漢書』「芸文志」によれば、元は五十二篇あったという。
金谷治の説では、これらの篇が『荘子』として体系化されたのは『淮南子』を編集した淮南王劉安のもとと推測される。老子と荘子をまとめて「老荘」と称すのも『淮南子』からである。
晋代、郭象は漢の時代の荘子テキストを分析して、荘周の思想と異なるものが混じっていたために10分の3を削除して、内篇七篇、外篇十五篇、雑篇十一篇にまとめ、現在の三十三篇に整備した。それが現行の定本となっている。現在の字数は約6万5千字である。郭象はまた『荘子注』という注釈書も残した。
唐の時代、道教を信仰した玄宗皇帝によって荘子に「南華真人(南華眞人)」の号が贈られ、書物『荘子』も『南華真経(南華眞經)』と呼ばれるようになった。

### 他書との関係
「老荘」といわれるように、老子と荘子の間には思想的なつながりがあると思われがちだが「内篇」についてはない。のちに前述の淮南王劉安のところで『老子』と『荘子』が結びつけられ、外篇、雑篇の中にはその路線で書かれたものもある。
一方『論語』など儒家の文献を荘子が読み込んでいたことは『荘子』の中に孔子がたびたび登場することからわかる。儒家の中でも、同時代の孟子などとは繋がりがなかったようである。
列子（列禦寇）は荘子の先輩の道家思想家である。『荘子』の中にも列子が出てくる話がある。ただ現在残る『列子』は道教的でありながらも眉唾とも見られる話もしばしば載る書物であり、列子その人の作とは考えられない。『列子』と『荘子』の間には同じ話が出てくるが、おそらく『荘子』の方が先で、『列子』がそれを取り込んだのであろうと考えられる。

### 後世の受容
『荘子』は特に晋代に好まれた。竹林の七賢の一人阮籍は、もっとも老荘を好んだと『晋書』に記されている。荘子のテキストが確定したのも晋代である。
『荘子』は中国や日本の文学者に広く愛読され、李白・杜甫・蘇軾・魯迅・卜部兼好・松尾芭蕉・服部南郭などが影響を受けている。佚斎樗山『田舎荘子』など近世文学の談義本にも影響を与えた。湯川秀樹は荘子を好み、学会の席上で荘子を論じたこともある。福永光司の訳と研究が有名である。